# Erzsi Kovács
Pour les articles homonymes, voir Kovacs.
Dans le nom hongrois Kovács Erzsi, le nom de famille précède le prénom, mais cet article utilise l’ordre habituel en français Erzsi Kovács, où le prénom précède le nom.
Erzsi Kovács, née Kovács Erzsébet le 2 juin 1928 à Budapest et morte dans la même ville le 6 avril 2014 , est une chanteuse hongroise,.

## Discographie

### Albums
- Tűzpiros virág (1985)
- Csavargó fantáziám (1989)
- Gondolj néha rám (1989)
- Búcsúzni csak nagyon szépen szabad (1992)
- Hangulatban (1999)
- Duett (en duo avec Nelly Orosz) (2005)
- Donát úton nyílnak már az orgonák (2006)
- Mosolyogva búcsúzom (2009)

### Compilations
- Legkedvesebb dalaim (1997) (Best of)
- Slágermúzeum (2012)